# 太平洋塔乌贼
太平洋塔乌贼（学名：Leachia pacifica）为小头乌贼科塔乌贼属的动物。分布于日本群岛西南部、澳大利亚东部、塔希提岛、新西兰北岛、夏威夷群岛海域，包括东海等海域，生活环境为海水，一般生活于20-1000 米水层。其生存的海拔范围为-1800至-20米。该物种的模式产地在大洋洲。